# University of Reading
Die University of Reading ist eine Universität in der englischen Stadt Reading mit 17.500 Studenten und 4.000 wissenschaftlichen Mitarbeitern. Die University of Reading befindet sich auf einer Fläche von 1,6 km² verteilt auf drei Standorte, jeweils zehn Minuten vom Zentrum der Stadt entfernt. Der größte Standort, Whiteknights Campus, erstreckt sich über 130 ha, von denen 4½ ha von einem See namens Whiteknights Lake eingenommen werden. Die Universität positioniert sich in den nationalen Universitätsrankings im oberen Viertel und zählt zu den forschungsintensivsten Hochschulen Großbritanniens.

## Geschichte
Die University of Reading geht auf zwei Hochschulen zurück. 1860 wurde in Reading die School of Art, 1870 die School of Science gegründet. 1892 gründete das Christ Church College der Universität Oxford eine Zweigstelle in Reading namens University Extension College und gliederte die bereits bestehenden Hochschulen ein. Im Jahr 1901 erhielt die Zweigstelle ihre erste Staatsanleihe. 1904 schenkte die Palmer-Familie, die am Süßwarengiganten Huntley & Palmers beteiligt war, der Universität ein Grundstück an der örtlichen London Road, die darauf ihren zweiten Campus errichtete. Im Jahr 1926 erhielt das College seine Royal Charter und wurde damit zur einzigen Universitätsneugründung zwischen den Weltkriegen. Ihr erster Vizekanzler war William M. Childs. Ihren Hauptstandort, Whiteknights Campus, erwarb die Universität vom Marquis of Blandford im Jahr 1947.

## Wappen
Wappenbeschreibung: Das in Gold und Schwarz geteilte Wappen zeigt oben balkenweise drei goldene Muscheln und unten mittig eine rote Rose mit goldenem Butzen im silbernen gemeinen Schuppenkreuz.

## Forschung
Die Universität hat ein jährliches Forschungseinkommen von fast 24,5 Millionen £ (2003/2004). Etwa 10 Prozent dieser Gelder stammen von Sponsoren und aus der Industrie. Über 2 Millionen £ der Stiftungsgelder wurden 2004 für die wirtschaftliche Entwicklung und die kommerziellen Tätigkeiten der Universität gesichert. Die Universität Reading ist insbesondere für die Fächer Agrarwissenschaft & Entwicklung, Geschichte, Internationale Beziehungen, Immobilienwirtschaft, Italienisch, Meteorologie und Psychologie national wie international bekannt.
Gemeinsam mit dem RGZM in Mainz und der University of Leeds wurde bis 2016 die Datenbank Samian Research, eine Online-Datenbank zu Terra Sigillata, deren Funde, Typen, Klassifikationen, Herstellern, Herstellungsorten und deren Verknüpfungen geschaffen. Heute können über eine Viertelmillion Einträge verknüpft und untersucht werden.

## Sport
Die Universität ist an einer Anzahl von Sportarten, einschließlich Tennis, Hockey und Squash, erfolgreich. Im Jahr 2007 gewann das 1. Hockeyteam der Männer im angesehenen britisches Universitätssportturnier, Dublin Fest. Die Rudermannschaft, der Reading University Boat Club, hat schon viele Preise und Wettkämpfe gewonnen und kann mehrere olympische Medaillengewinner vorweisen, beispielsweise Anna Bebington, Elise Laverick, Debbie Flood und Richard Egington. Dies liegt teilweise an ihrer Nähe zur Themse und den guten Universitätssportanlagen auf dem Campus, die die Kursteilnehmer genießen.

## Museen und botanische Gärten
Die Universität unterhält vier Museen und einen botanischen Garten. Das größte und bekannteste von diesen ist das Museum of English Rural Life, das auf dem London Road Campus beheimatet ist. Das Ure Museum of Greek Archaeology, das Cole Museum of Zoology, das University of Reading Herbarium und die Harris Gardens sind auf dem Whiteknights Campus der Universität.

## Zahlen zu den Studierenden
Von den 18.735 Studenten des Studienjahrens 2019/20 nannten sich 10.240 weiblich (54,7 %) und 8.475 männlich (45,2 %). 13.455 Studierende kamen aus England, 105 aus Schottland, 570 aus Wales, 40 aus Nordirland, 1.110 aus der EU und 3.370 aus dem Nicht-EU-Ausland. 12.630 der Studierenden strebten 2019/2020 ihren ersten Studienabschluss an, sie waren also undergraduates. 6.105 arbeiteten auf einen weiteren Abschluss hin, sie waren postgraduates. Davon waren 1.155 in der Forschung tätig; das sind in der Regel Doktoranden.
2009 waren es etwa 17.500 Studierende gewesen; 2005 hatte die Universität etwa 4.000 Mitarbeiter gehabt. 2014/15 waren 8.040 Frauen und 6.285 Männer und insgesamt 14.325 Studierende eingeschrieben.

## Bekannte Absolventen und Dozenten
- Stanislav Andreski (1919–2007), Professor für Soziologie an der Universität Reading
- Malcolm Barber (* 1943), emeritierter Professor für Geschichte, Universität Reading
- Arthur Brown (* 1942), Rocksänger
- Michael Cox, Professor für Internationale Beziehungen, London School of Economics
- Jamie Cullum (* 1979), Jazzpianist und Sänger
- Kerstin Dautenhahn (* 1940), Biologin, Informatikerin und Hochschullehrerin, Universität Waterloo
- Andrew Dobson (* 1957), Professor für Politikwissenschaft, Universität Keele
- John H. Dunning (1927–2009), Professor für Ökonomie, Rutgers University
- Jane F. Gardner (1934–2023), Althistorikerin und emeritierte Professorin für Geschichte an der Universität Reading
- Robert Gillmor (1936–2022), Ornithologe, Autor
- Klajda Gjosha (* 1983), albanische Politikerin
- Colin S. Gray (1943–2020), Professor für Internationale Beziehungen und Strategische Studien, Universität Reading
- Edward A. Guggenheim (1901–1970), britischer Thermodynamiker
- Walter Haenisch (1906–1938), Marxist und Opfer der großen Säuberung Stalins (1938 erschossen) studierte und lehrte 1930/1931 in Reading
- Beatrice Heuser (* 1961), Professorin für Internationale Beziehungen, Universität Reading
- Sean Holly, Professor für Wirtschaftswissenschaften, Universität Cambridge
- Sir Brian Hoskins (* 1945), Professor für Meteorologie, Universität Reading und Direktor des Grantham Institute for Climate Change, Imperial College London
- Edison James (* 1943), Premierminister von Dominica 1995–2000
- Peter Kruschwitz (* 1973), Professor für klassische Altertumskunde, Universität Wien
- William Burley Lockwood (1917–2012), Professor für germanische und indogermanische Philologie, Universität Reading
- Frank R. Palmer (1922–2019), Professor für Linguistik, Universität Reading
- Frauke Petry (* 1975), Chemikerin und zeitweilige AfD-Politikerin
- Richard Rado (1906–1989), Mathematiker
- Julian Richards (* 1951), Archäologe und Autor
- Ian Rutherford (* 1959), Professor für Altgriechisch
- Richard Sambrook, Direktor des BBC World Service
- Avi Shlaim (* 1945), Professor für Internationale Beziehungen, Universität Oxford
- Percy N. Ure (1879–1950), Althistoriker und Professor für Archäologie an der Universität Reading
- Julian Wagstaff (* 1970), Komponist
- Kevin Warwick (* 1954), Professor für Kybernetik, Universität Reading
- Arthur Ernest Wilder-Smith (1915–1995), Kreationist und Chemiker
- Claudia Wissmann (* 1964), Lichtkünstlerin